# Memecylon ivohibense
Memecylon ivohibense är en tvåhjärtbladig växtart som beskrevs av Jacq.-fel.. Memecylon ivohibense ingår i släktet Memecylon och familjen Melastomataceae.
Artens utbredningsområde är Madagaskar. Inga underarter finns listade i Catalogue of Life.